# St.-Johannes-der-Täufer-Kirche (Niedernhausen)

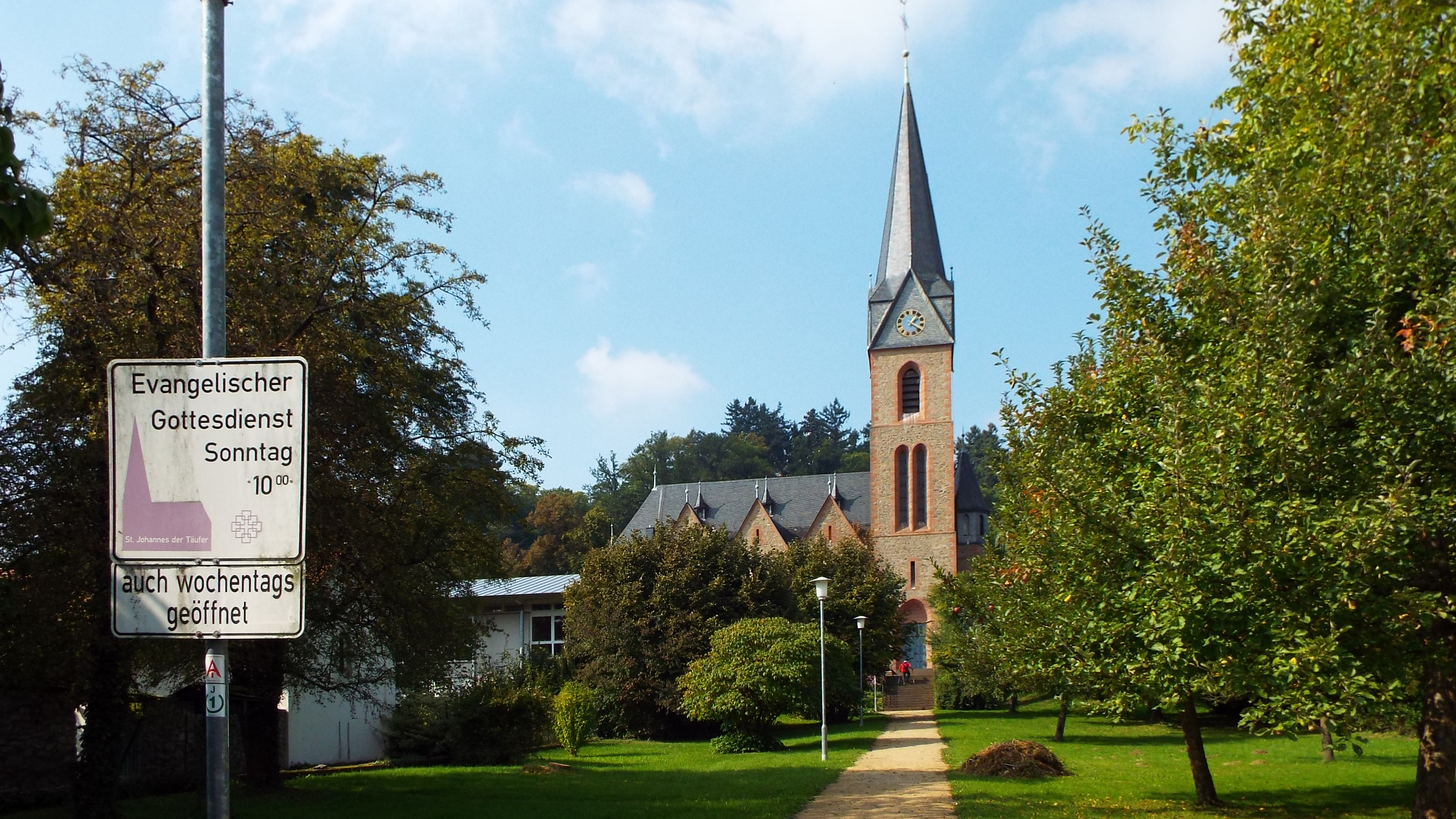
Evangelische Kirche Niedernhausen (2017)

Die St.-Johannes-der-Täufer-Kirche ist eine evangelische Kirche in Niedernhausen, einem Ortsteil von Fischbachtal im südhessischen Landkreis Darmstadt-Dieburg.

## Architektur und Geschichte
Die evangelische Kirche Niedernhausen in der Darmstädter Straße 26 wurde in den Jahren 1890/1891 erbaut. Stilistisch gehört die flachgedeckte Hallenkirche mit einem Seitenschiff zur Neugotik.
Der Grundriss des Bauwerks ist eigentümlich fast in Nordsüdrichtung angeordnet. An der Nordostecke der Kirche befindet sich der schlanke Turm mit einem spitzen Helm. Der Eingang der Kirche befindet sich im Erdgeschoss des Turms. Das Dach besitzt eine Schieferdeckung. Die Wände bestehen aus Naturstein. Die Fenstergewände bestehen aus rotem Odenwälder Sandstein. 
In den 1950er-Jahren wurde die ehemalige neugotische Innenausstattung vollkommen erneuert. Im Altarraum steht seit 1989 eine von Karl Senoner geschaffene Kreuzigungsgruppe. Die Bechstein-Orgel stammt aus dem Jahr 1893.

## Denkmalschutz
Die evangelische Kirche Niedernhausen ist das einzige historische Kirchengebäude der Gemeinde Fischbachtal. Sie steht aus ortsgeschichtlichen Gründen unter Denkmalschutz.